# Dni i godziny
Dni i godziny (bośn. Kod amidže Idriza) – bośniacki dramat filmowy z 2004 roku w reżyserii Pjera Žalicy. Zdjęcia kręcono w Sarajewie. 
Film został wyselekcjonowany jako bośniacki kandydat do nagrody nagrody Amerykańskiej Akademii Filmowej w kategorii filmu nieanglojęzycznego, ale nie uzyskał nominacji.

## Opis fabuły
Starsze małżeństwo Idriz i Sabira mieszka w Sarajewie i nadal przeżywa śmierć swojego syna, który zginął na wojnie. Pewnego dnia w ich domu zjawia się bratanek Fuke, aby naprawić zepsuty bojler. Pod pretekstem, że do bojlera są potrzebne części zamienne Fuke wychodzi z domu Idriza i Sabiry i nie zamierza wracać. Kiedy jednak psuje się akumulator w jego samochodzie, musi spędzić noc w domu wujostwa.

## Nagrody i wyróżnienia
- 2004: Międzynarodowy Festiwal Filmowy w Salonikach (nominacja do nagrody Złotego Aleksandra)

## Obsada
- Mustafa Nadarević jako wuj Idriz
- Semka Sokolović-Bertok jako ciotka Sabira
- Jasna Žalica jako Buba
- Senad Bašić jako Fuke
- Dragan Marinković jako Muhamed
- Halid Bešlić
- Sanja Burić jako Sejla
- Emir Hadžihafizbegović jako Ekrem
- Armela Toskić jako Alda
- Muharem Malagić jako Muharem
- Nada Ðurevska